# Port Isaac
Port Isaac (Cornish: Porthhysek) és un petit poble de pescadors a la costa atlàntica del nord de Cornualla, Anglaterra, al Regne Unit. Les ciutats més properes són Wadebridge i Camelford, cadascuna de deu milles (16 km) de distància. Un llogaret proper, Port Gaverne, de vegades es considera que forma part de Port Isaac. El significat del nom còrnic del poble, Porthysek, és port de blat de moro, que indica un comerç de blat de moro del districte de l'interior cultivable.
Del 2004 al 2022, el poble va servir de teló de fons a la sèrie de televisió d'ITV El doctor Martin. També és la seu del grup de cant Sea Shanty Fisherman's Friends.

## Història

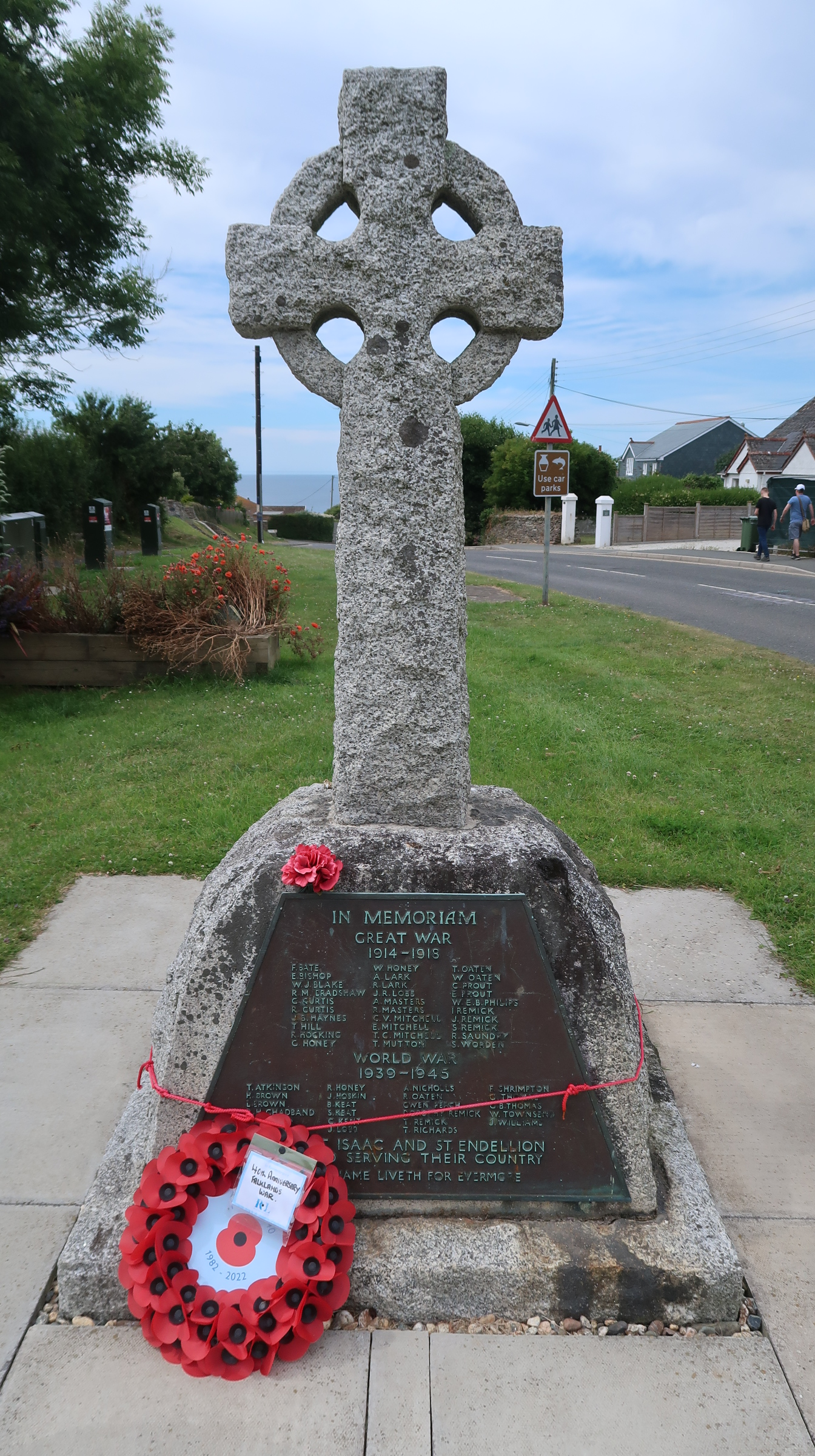
Memorial de guerra catalogat de grau II per importància arquitectònica i històrica

Els orígens de Port Isaac són probablement celtes i el desenvolupament de la ciutat es pot dividir aproximadament en tres fases. Durant l'edat mitjana i fins a l'arribada dels ferrocarrils, Port Isaac va ser un port pròsper que servia la zona de l'interior. Durant el període Tudor es va dragar el port, una bona il·lustració de la seva importància. Una vegada que les mercaderies de llocs més a l'interior eren millor servides pel ferrocarril de Cornualla del Nord, l'economia del port es basava en la pesca de sardina, probablement una indústria centenària. No obstant això, els bancs de sardina van començar a declinar i després de la Primera Guerra Mundial el turisme es va convertir en el pilar de l'economia.

## Port
El moll de Port Isaac es va construir durant el regnat d’Enric VIII. Una història de 1937 deia: «... El moll i l'escullera de Tudor han cedit ara a un fort nou dic equilibrat per un braç al costat oposat de la cala, i no dubtem que els pescadors dormen més tranquils als seus llits les nits de tempesta». El nucli del poble data dels segles XVIII i XIX, d'una època en què la seva prosperitat estava lligada al transport de mercaderies costaneres i a la pesca local. A part del blat de moro que donava nom a la vila, el port manipulava càrregues de carbó, fusta, pedra, minerals, pedra calcària, sal, ceràmica i mercaderies pesades que es transportaven pels seus carrers estrets. Es van construir petits vaixells de vela costanera sota el turó de Roscarrock.
La pesca de la sardina va començar aquí abans del segle xvi i l'any 1850 hi havia 49 barques de pesca matriculades i quatre cellers. Els pescadors encara treballen des de Platt, desembarcant les seves captures de peix, cranc i llamàntol. El nucli històric del poble va ser designat àrea de conservació el 1971 i el Consell del districte de North Cornwall va revisar-ho el 2008 amb l'aprovació d'un document detallat d'avaluació de l'àrea de conservació de Port Isaac i un Pla de gestió de l'àrea de conservació relacionat. El poble té al voltant de 90 edificis catalogats (tots de grau II).

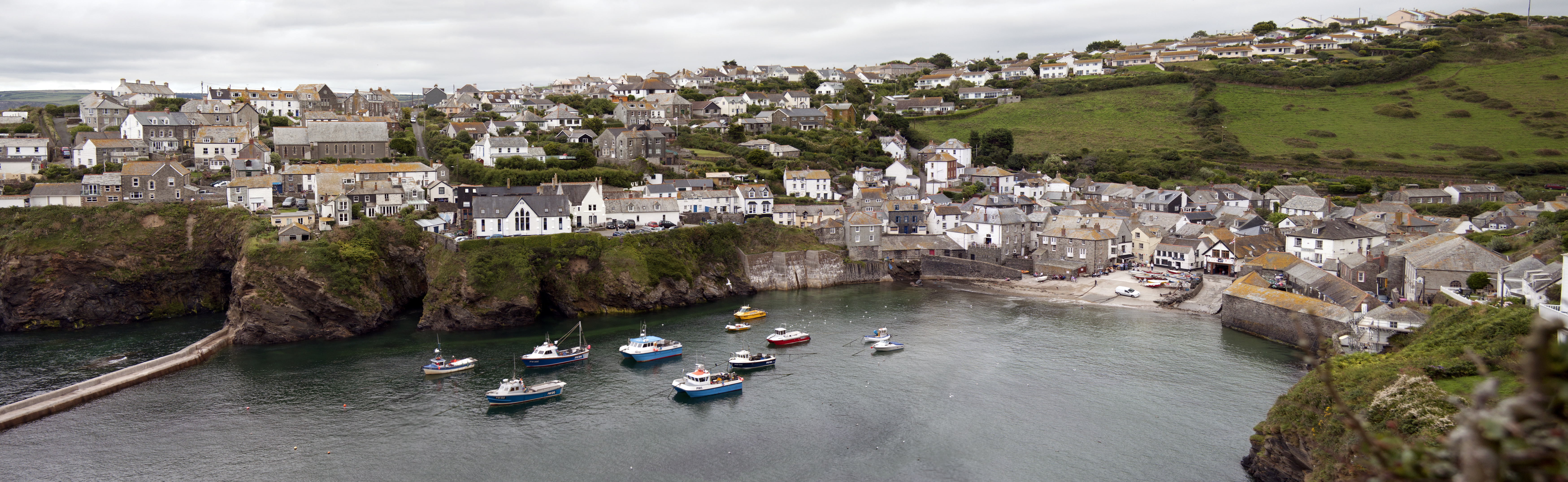
Port Isaac vist des de l'oest

## Bots salvavides
L'any 1869 es va obrir una estació de bots salvavides de la Royal National Lifeboat Institution (RNLI) a Port Isaac. El Richard i la Sarah es van guardar en una casa de vaixells al carrer Fore, des d'on s'havia de portar pels carrers estrets del poble en un carruatge per ser llançat. L'any 1927 es va construir una nova estació de bots salvavides al costat de la platja, però aquesta es va tancar el 1933. Des de 1967 s'ha estacionat un bot salvavides a Port Isaac. Des de l'any 1993 es conserva a l'estació de bots salvavides construïda l'any 1927; l'estació original de bots salvavides és ara una botiga. El bot salvavides de Port Isaac és el Copeland Bell de classe D des del 2009.

## Transport
El primer enllaç des de Port Isaac amb els ferrocarrils va ser iniciat per John Prout, que gestionava un servei fins a l'estació de Bodmin Road, a més de 16 km, des de 1861. Els ferrocarrils es van acostar molt més quan el ferrocarril de North Cornwall va obrir la secció de Delabole a Wadebridge el 1895, que incloïa una estació a Port Isaac Road a 6 km del poble. Els productes de la zona, inclosos peix, flors i fruites, van ser transportats a través dels carrers estrets i costeruts fins a l'estació, amb 150 tones de peix que es van transportar en carro per a l'enviament posterior el 1897.
La connexió de cavalls amb el ferrocarril va ser substituïda per un autobús de motor el 1920, i quan aquest servei va ser assumit per la Southern National Omnibus Company el 1930, Prouts va fusionar el servei de passatgers amb el servei de transport de mercaderies que gestionaven per a Southern Railway. La línia de ferrocarril d'Okehampton a Wadebridge es va tancar el 1966. A causa de l'escassa població, la venda d'entrades va ser sempre baixa: 4.500 anuals el 1928, baixant a menys de 2.000 el 1936; el transport de mercaderies va baixar de manera similar durant el mateix període.
El poble estava servit pel servei d'autobús 584 de Western Greyhound des de Wadebridge a Camelford, que circulava cinc vegades al dia en cada sentit, excepte els diumenges. Un servei de diumenge d'estiu proporcionava fins a quatre viatges d'anada i tornada.
El 1997, la ruta 96 de FirstGroup va proporcionar cinc autobusos per sentit, entre Wadebridge i Bude.
L'aeroport de Newquay Cornwall, situat a Newquay, és l'aeroport més proper al poble.
L'any 2016, es va demanar a un servei de taxis local, Port Isaac Shuttle Service, que canviés la forma en què mostrava el seu nom després que el Consell de Cornualla considerés que ofenia el bon gust.

## Oci i turisme
Port Isaac es troba al camí de la costa sud-oest i, a part de la gent que camina pels 1013 km del sender nacional, hi ha passejades més curtes a la zona utilitzant aquest camí en part del seu recorregut.
Hi ha un carreró a Port Isaac, conegut com a Temple Bar, que és particularment estret. A l'edició de 1978 del Guinness Book of Records, va ser batejada com la via més estreta del món. Els locals l'anomenen Squeeze-ee-belly Alley.

## Llocs de culte
L'església de Sant Pere es va construir com a capella de la facilitat a la parròquia de St Endellion el 1882–84; Port Isaac es va convertir en una parròquia separada el 1913, encara que més recentment ha tornat a la parròquia de St Endellion. L'església està construïda amb granit i pedra i l'estil adoptat va ser l'anglès antic.

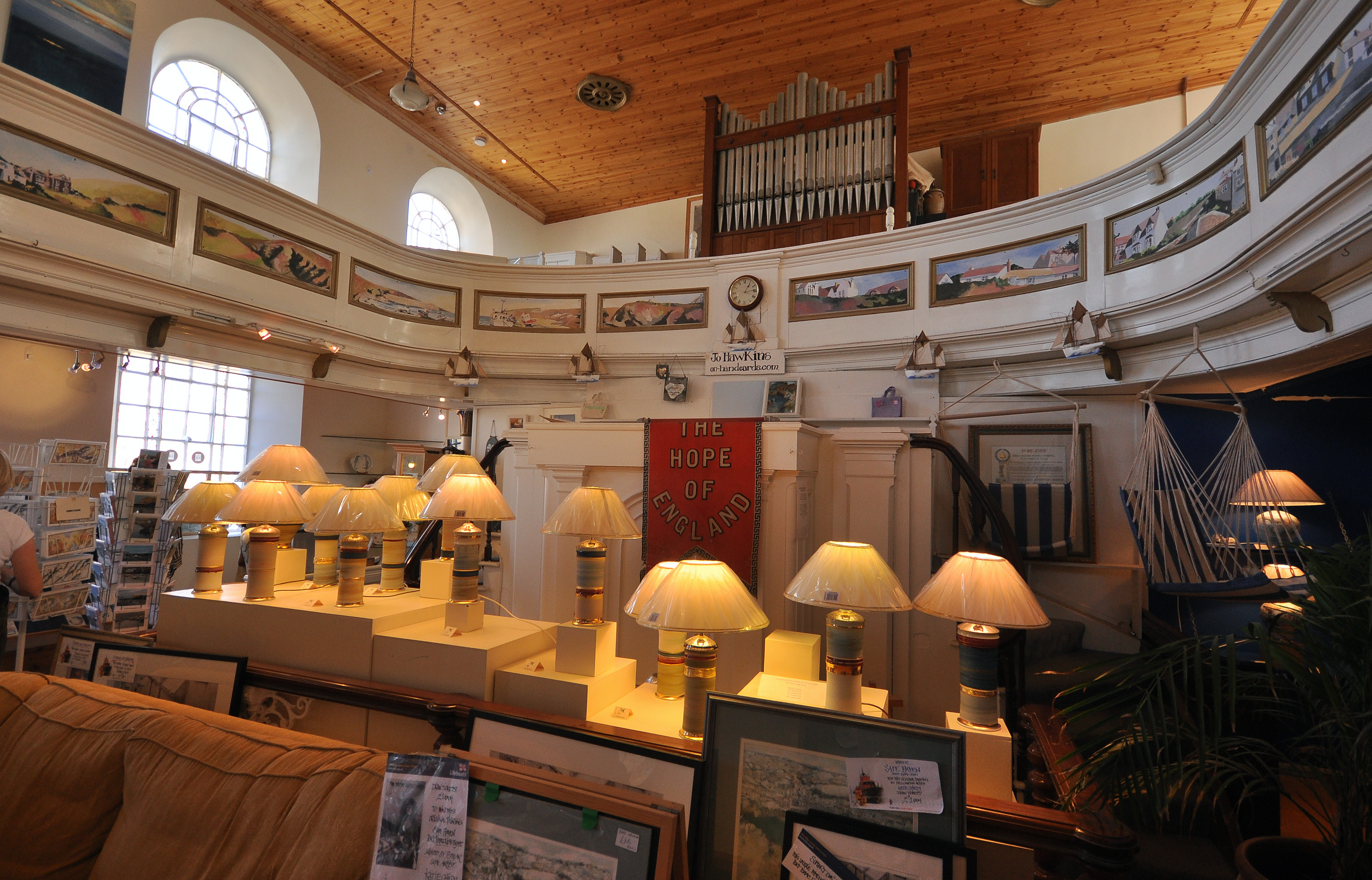
Antiga capella metodista convertida en ceràmica i galeria d'art

El poble ha comptat amb tres llocs de culte anticonformistes: el més antic era una casa de reunions quàqueres, 1806; a partir de 1832 va ser utilitzat pels baptistes, però el 1871 es va convertir en casa d'habitatges. La capella metodista unida (1846) i la capella metodista wesleyana estan ara tancades. L'església catòlica romana més propera es troba a Tintagel.

## Lluita còrnica
Els tornejos de lluita còrnica, per a premis, es van celebrar a Port Isaac al camp de futbol.

## Persones notables
- Edmund Henry Hambly (1914 a Port Isaac - 1985) un cirurgià ortopèdic britànic, polític i promotor de la llengua còrnica
- Fisherman's Friends (actiu des de 1995 fins a l'actualitat), un grup masculí a capella que canten Sea Shanty

## Localització de la pel·lícula

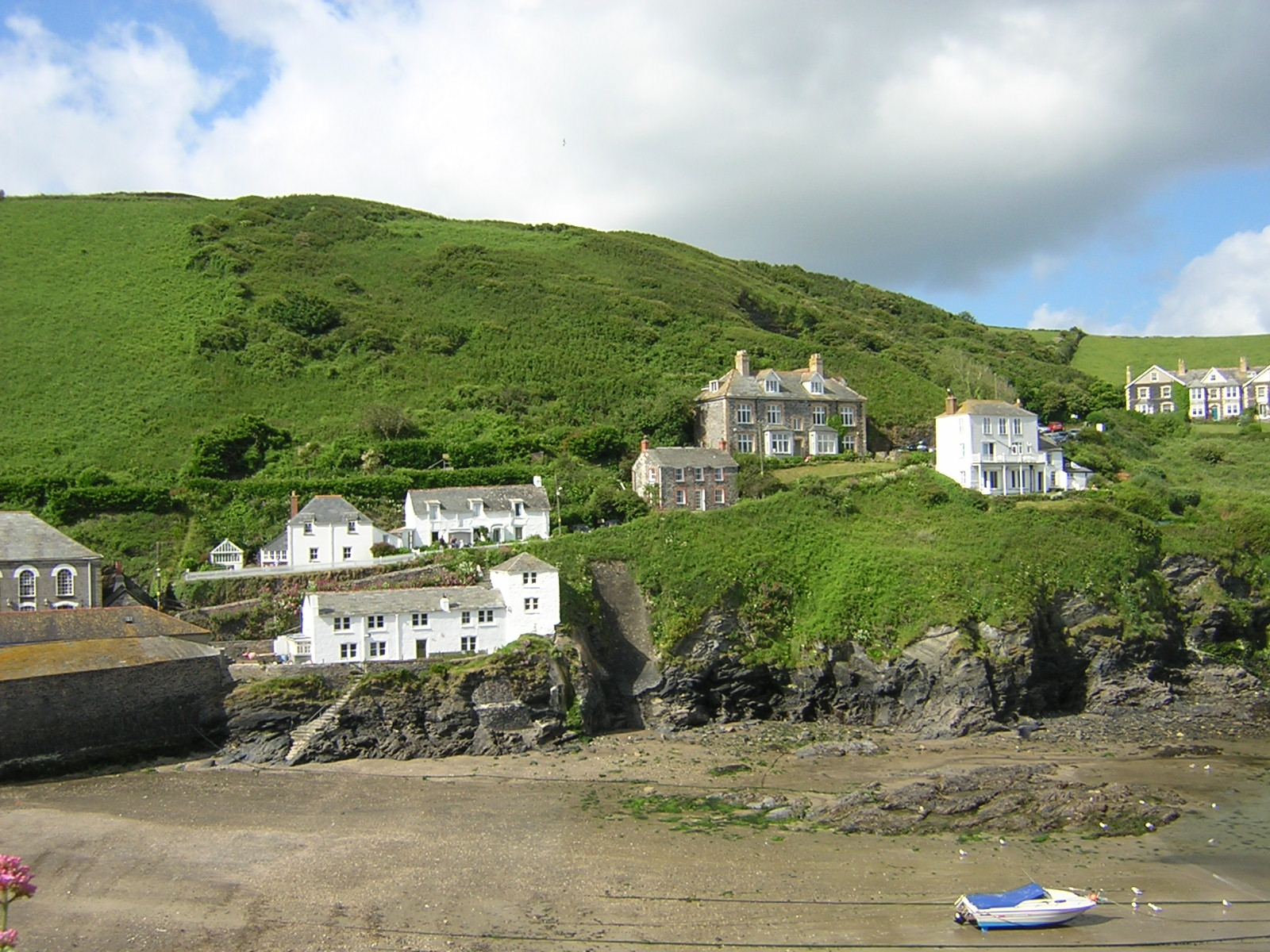
Vista de la casa fictícia de El doctor Martin, de nom real Fern Cottage, que es mostra al centre de la imatge.

Les ubicacions del poble i els voltants s'han utilitzat per a diverses pel·lícules i sèries de televisió, com ara:
- Poldark (1975–77), una sèrie de televisió de la BBC, va utilitzar ubicacions de la zona.
- Tarry-Dan Tarry-Dan Scarey Old Spooky Man (1978), obra sobrenatural de la BBC.
- The Nightmare Man (1981), sèrie dramàtica de la BBC, filmada al poble i als voltants, que es va duplicar per a una illa escocesa.
- Oscar i Lucinda (1997), pel·lícula.
- El jardí de l'alegria (2000), una pel·lícula de comèdia, es va rodar al poble i als voltants.
- DIY SOS (2001), presentava la decoració de l'ajuntament.
- El doctor Martin (2004–2022), sèrie ITV, deu sèries filmades al port (utilitzant el nom fictici de Portwenn; també s'utilitza a les pel·lícules de Sky Pictures El doctor Martin i Doc Martin and the Legend of the Cloutie amb el seu nom veritable Port Isaac).
- The Shell Seekers (2006), una producció televisiva amb Vanessa Redgrave, on el poble es va utilitzar com a teló de fons i es van rodar moltes escenes al carrer principal.
- Fisherman's Friends (2019), una pel·lícula sobre la banda homònima de cantants de barraques i la seva seqüela Fisherman's Friends: One and All (2022).